# Marea (Syrie)
Ne pas confondre avec le site archéologique du même nom, Mari.
Pour les articles homonymes, voir Marea.
Mari parfois Marea (مارع) est une ville de Syrie située à 25 kilomètres au nord d'Alep. Elle dépend administrativement du gouvernorat d'Alep et du district d'Azaz. Elle est le chef-lieu administratif du canton (nahié) de Mari. Elle ne doit pas être confondue avec le site archéologique du même nom situé à l'Est du pays. Selon le recensement de 2004, la ville comptait alors 16 904 habitants (et pour la nahié 39 306 habitants).

## Géographie
La ville (à 426 mètres d'altitude) se trouve proche de Cheikh Issa et Tell Rifaat à l'ouest, Azaz au nord-ouest, Dabiq au nord-est, al-Bab au sud-est, Maarateh Om Hoch et Herbel au sud.

## Histoire
Mari a été touchée par la révolte en opposition au régime de Bachar al-Assad. La brigade Ibn Walid a été formée ici en août 2012, portant allégeance à l'armée syrienne libre et c'est ici qu'est né Abd al-Qader Salah (tué en 2013) qui a formé les premiers hommes de sa Brigade de l'Unicité d'Allah, soutenue financièrement par la Turquie et le Qatar.
Aujourd'hui[Quand ?] Mari se trouve dans une zone aux mains du Front islamique et à deux kilomètres seulement de l'État islamique à l'est. Depuis l'avancée des Unités de protection du peuple kurde, appuyées par l'aviation russe, à l'hiver 2015-2016, Mari est dans la ligne de mire. Des négociations ont lieu à la mi-février 2016 pour qu'elle se rende sans combat aux forces kurdes syriennes. Les rebelles tenant Mari, essentiellement issus des rangs d'Ahrar al-Sham alliés entre autres avec des unités du Jabhat Al-Shamiyah, doivent aussi subir les assauts à l'est des milices de l'État islamique qui sont repoussées le 18 février 2016.